# TSV Grünwinkel

Logo des TSV Grünwinkel

Der Turn- und Sportverein Grünwinkel ist ein eingetragener Verein aus Karlsruhe.
Er wurde 1862 gegründet. Neben den Boule-, Jazztanz- und Turnabteilungen, ist der Verein besonders durch seine Erfolge im Indiaca, einer Mannschaftssportart, die ähnlich wie Volleyball oder Badminton auf einem durch ein Netz getrennten Spielfeld gespielt wird, bekannt. So gut wie jeder Titel, ob Badischer, Deutscher Meister oder WorldCup-Sieger, wurde bereits vom Verein gewonnen.
Bei den Deutschen Meisterschaften 2013 in Kamen gelang es dem TSV Grünwinkel als erstem Verein seit Austragung der Deutschen Meisterschaften im DTB den Meistertitel aller drei Spielklassen in der Altersklasse 19+ zu erringen.